# Илко Дундаков
Илко Стефанов Дундаков е български сценарист и режисьор.

## Биография
Роден е в град Казанлък на 27 юли 1941 г. Завършва през 1966 г. журналистика в Софийския университет. През 1971 г. завършва в Прага кинорежисура.
Умира на 25 юли 2008 г. Погребан е в София.

## Филмография
Като режисьор
- Между два свята
- Долината на соцреализма – носител на голямата награда на международен фестивал на документално кино в Ноенбранденбург, Германия
- Радой Ралин и времето (2004)
- Завещание (2000)
- Скрито чувство (1999) - носител на специален диплом на фестивала в Сан Франциско
- Пътят към Рая (1996)
- Под дъгата (1989) – Българска телевизия
- Почти вълшебно приключение (1986)
- Завъртете всички сфери (1983)
- Слънце на детството (2-сер. тв, 1981)
- Момичето и змеят (1979)
- Случки на открито (тв, 1979)
- Това е то животът на човека (1974) – сц. Христо Илиев – Чарли
- А пожари няма (1973)
- След аплодисментите (1972)

Като сценарист
- След аплодисментите (1972)